# Vocal cerrada central redondeada
La vocal cerrada central redondeada (escucharⓘ) es un tipo de sonido vocálico usado en algunas lenguas orales. El símbolo en el Alfabeto Fonético Internacional que representa este sonido es ʉ, y su equivalente X-SAMPA es }. El símbolo AFI es la letra u con una barra horizontal. 
En la mayoría de lenguas esta vocal es exolabial (con los labios redondeados, pero relajados). sin embargo, en algunos casos es endolabial (comprimiendo los labios).
En algunas lenguas también existe una vocal casi cerrada central redondeada o una vocal cerrada central comprimida.

## Rasgos
- Su abertura es cerrada, lo que significa que la lengua se sitúa lo más cerca posible del paladar sin crear una obstrucción que pudiera clasificarse como consonante.
- Su localización vocálica es central, lo que significa que la lengua se sitúa entre una vocal anterior y una vocal posterior.
- Se trata de una vocal redondeada exolabial, lo que significa que los labios no se redondean y las superficies interiores quedan expuestas.

## Ejemplos
| Lengua   | Lengua        | Término | AFI        | Traducción  | Notas                                                            |
| -------- | ------------- | ------- | ---------- | ----------- | ---------------------------------------------------------------- |
| Inglés   | Australia     | b'oo't  | [bʉ̟ːt]     | 'bota'      |                                                                  |
| Inglés   | Nueva Zelanda | b'oo't  | [bʉ̟ːt]     | 'bota'      |                                                                  |
| Inglés   | Cockney       | b'oo't  | [bʉːt]     | 'bota'      | En otros dialectos corresponde a /uː/. Ver Fonología del inglés. |
| Irlandés | Irlandés      | ci'ú'in | [cʉ̠ːnʲ]    | 'tranquilo' | Alófono de /uː/ y /u/.                                           |
| Noruego  | Noruego       | h'u's   | [hʉːs]     | 'casa'      |                                                                  |
| Ruso     | Ruso          | кюрий   | [ˈkʲʉrʲɪj] | 'curio'     | Sólo aparece entre consonantes palatalizadas.                    |
| Sueco    | Sueco         | f'u'l   | [fʉ̟ːl]ⓘ    | 'feo'       |                                                                  |